# Lina Stern
Pour les articles homonymes, voir Stern.
Lina Solomonovna Stern, née Liebe-Lea Stern le 26 août 1878 à Slobodka (aujourd'hui quartier de Kaunas) dans le gouvernement de Kowno, aujourd'hui en Lituanie, et morte le 7 mars 1968 à Moscou (URSS), est une scientifique soviétique spécialisée dans les domaines de la médecine, et plus particulièrement en physiologie et en biochimie. Elle a été la première femme à recevoir le titre de professeur à l'Université de Genève en 1918.

## Biographie
Née près de Kowno dans une famille juive, Lina Stern se rend à Genève en 1898 pour y étudier les sciences et la médecine. Après un doctorat obtenu en 1903, elle y poursuit ses recherches dans les domaines de la physiologie et de la biochimie et devient, en 1918, la première femme à accéder au titre de professeur à l'université de Genève, où elle exercera ses fonctions de professeure extraordinaire dans le domaine des neurosciences.
En 1929, elle accepte la proposition d'occuper une chaire à l'Institut médical de Moscou et devient la première femme élue membre à part entière de l'Académie des Sciences d'URSS. Elle crée un institut de physiologie qu'elle dirigera jusqu'en 1948, en exerçant toujours ses fonctions dans un esprit d'indépendance face au contexte politique et social de son époque, une attitude qui lui vaudra finalement les pires ennuis.
Honorée et glorifiée pour ses travaux dans un premier temps, elle se voit ensuite accusée de « cosmopolitisme scientifique », une attitude considérée comme un manque de patriotisme sous Staline à l'époque. Elle est arrêtée en 1949 et condamnée à cinq ans d'exil. Elle recouvre finalement la liberté en 1953 et reprend ses travaux avant d'être réhabilitée en 1958. Elle meurt à Moscou en 1968.

## Jeunesse
Lina Solomonovna Stern est née le 26 août 1878 à Slobodka sous les prénoms de Liebe-Lea, dans le gouvernement de Kowno (Empire russe) dans une famille bourgeoise juive germanophone de condition aisée. Elle est l'aînée d'une famille qui comptera sept enfants. Son père, Cholom-Mochvé Stern, est médecin reconverti dans le commerce d'exportation de céréales, ce qui l'amène à passer beaucoup de temps en Allemagne. Sa mère, Hinde Mochevna, tient le foyer et s'occupe de l'éducation des enfants. La famille s'installe dans la ville portuaire de Libava (Libau, aujourdhui Liepāja) en 1886.
Pour l'époque, la famille fait preuve de beaucoup d'ouverture d'esprit et de modernisme, laissant à chacun le soin de gérer sa vie comme il l'entend. Il n'y aura donc aucune opposition lorsque Lina, après avoir obtenu son diplôme d'études secondaires à Libava décide d'entamer des études de médecine afin de devenir médecin de campagne.
Ce projet va toutefois se heurter à la mentalité de l'époque en Russie et d'autres pays d'Europe, qui n'accorde que peu de place aux femmes dans les études supérieures et aucune dans les études universitaires. C'est ainsi que Lina se voit contrainte, comme beaucoup de ses compatriotes à l'époque, de rejoindre l'Occident, et plus particulièrement Genève, où la population estudiantine russe constitue le contingent estudiantin étranger le plus élevé (plus de 40 %), surtout en ce qui concerne les femmes, les universités de Genève et de Zürich ayant été parmi les premières à ouvrir leurs portes aux femmes.

## Études de médecine et carrière à Genève
Lina Stern entame ses études à la faculté de médecine de l'université de Genève en 1898 et suit les cours de physiologie du professeur Jean-Louis Prévost. Lorsqu'elle obtient son doctorat en 1904, elle entame des démarches en Russie pour y faire reconnaître son diplôme et pouvoir y exercer la médecine. Mais elle reçoit une lettre du professeur Jean-Louis Prévost qui lui propose une place d'assistante dans son laboratoire.
Elle revient alors à Genève en 1905 pour occuper une place d'assistante au Département de physiologie, où elle réalise, en collaboration avec son supérieur hiérarchique Frederico Battelli, premier assistant et gendre de Jean-Louis Prévost, des recherches sur l'oxydation biologique qui permettront la découverte de l'enzyme polyphénoloxydase.
Malgré les tensions qui existent entre eux, Lina Stern et Frederico Battelli collaboreront pendant de nombreuses années, cosignant une trentaine d'articles qui leur conféreront une réputation internationale.
En 1913, Frederico Battelli succède à Jean-Louis Prévost à la tête du Département de physiologie et Lina Stern menace alors de démissionner. Mais elle finit par obtenir le grade de professeur académique et dirige le Département de chimie physiologique de 1918 à 1925, mais sans toutefois parvenir à obtenir le traitement correspondant et de réels moyens pour réaliser ses recherches. Première femme à accéder à un tel poste à l'université de Genève, elle gagne en autonomie et peut alors publier ses travaux sous son propre nom uniquement.
Mais elle n'obtiendra jamais le titre de professeur ordinaire, bien qu'une commission universitaire se soit prononcée en faveur d'une telle nomination en 1924, car une campagne de dénigrement se déclenche contre elle dans certains journaux, mettant en cause ses origines russe et juive, ce qui fait échouer la tentative.
Au cours de son séjour à Genève et à la suite de contacts avec des émigrés politiques, elle commence à éprouver une certaine sympathie pour le mouvement révolutionnaire russe, en même temps qu'un sentiment d'aversion pour le système capitaliste de l'époque. Cet état d'esprit lui fait progressivement envisager de poursuivre sa carrière en URSS. Finalement, elle décide en 1925 de quitter Genève et de se rendre à Moscou.
Sa décision provoque la colère de Frederico Battelli qui lui interdit d'emporter avec elle la documentation relative aux travaux qu'elle a réalisés à Genève. Lina Stern ne parviendra jamais à la récupérer lors de ses séjours ultérieurs en Suisse. Sa dernière tentative, en 1947, lors de son dernier voyage en Suisse, échouera également, malgré le décès de Battelli quelques années auparavant.

## Vie en URSS

### Les débuts à Moscou
En 1925, ignorant les recommandations de prudence que lui font ses amis à Genève, Lina Stern accepte la proposition de ses amis Alexeï Bacha et Boris Zbarskib de rejoindre Moscou.
À son arrivée dans son Département de physiologie, sa renommée scientifique est déjà bien établie, mais tout est à construire avant de pouvoir poursuivre ses travaux commencés à Genève.
Le régime lui fournit un maximum de confort de vie : datcha, voiture avec chauffeur, liberté de voyager à l'étranger et de recevoir des collègues étrangers à Moscou. Ses travaux seront toujours appréciés par le pouvoir, particulièrement ceux concernant le tétanos, le traitement de la méningite tuberculeuse et celui des soldats traumatisés, qui permettront plus tard de sauver de nombreuses vies humaines au cours de la Seconde Guerre mondiale.
Mais sa présence à Moscou ne suscite pas toujours l'enthousiasme de ses pairs :
- sa non appartenance à l'école d'Ivan Pavlov, qui a reçu le Prix Nobel en 1904, et dont sont issus tous les physiologistes russes de l'époque est un inconvénient qui lui vaudra parfois les critiques de certains de ses pairs. Ce sont de tels dénigrements, ainsi que les contacts qu'elle maintient avec le monde occidental, qui seront exploités et amplifiés plus tard, lors de la mise en route de la campagne de dénigrement destinée à saper sa crédibilité et à précipiter sa chute, au début de la Guerre froide et des purges staliniennes. À cette époque en effet, tous ceux qui ont entretenu des contacts avec l'Occident sont soupçonnés d'être des opposants au régime, à fortiori lorsqu'ils sont d'origine juive[4] ;
- certains éléments liés à sa personnalité ne l'aident pas non plus : des manières occidentales (vêtements et bijoux en provenance d'Occident), un fort accent français lorsqu'elle parle le russe, un physique peu avantageux (petite et corpulente) et un caractère parfois ombrageux n'en font pas une personne qui se fait facilement des amis[4].

### Reconnaissance professionnelle en  URSS
La carrière de Lina Stern en URSS fut d'abord un succès qui lui valut plusieurs récompenses jusqu'aux premières années après la Seconde Guerre mondiale. Au cours de cette période, le régime soviétique la soutient : elle accède à de nombreux postes à responsabilités et se voit récompensée par divers titres honorifiques.
- En 1926, elle participe au douzième Congrès international de physiologie à Stockholm, suggérant même l'organisation d'un prochain congrès en URSS, mais l'académicien I. P. Pavlov s'y oppose[3].
- De 1926 à 1928, elle dirige le Département de biochimie de l'Institut Mechnikov des maladies infectieuses[3].
- En 1929, elle fonde l'Institut de physiologie et y poursuit ses travaux sur la BHE commencés à Genève[3].
- En 1929 et 1930, elle est cheffe du Département de physiologie et de biochimie à l'Institut biomédical[3].
- De 1930 à 1936, elle dirige le Département de physiologie de l'âge à l'Institut de protection maternelle et infantile[3].
- En 1934, elle est honorée du titre de « travailleur honoré de la science » et reçoit une automobile en récompense pour ses 30 ans de travail scientifique[3].
- Le 1er juin 1935, on lui attribue le grade académique de docteur en sciences biologiques, sans aucune défense de thèse[3].
- De 1935 à 1938, elle est cheffe du Département de chimie physiologique à l'Institut de médecine expérimentale d'URSS[3].
- En 1939, elle devient la première femme élue membre à part entière de l'Académie des sciences de Russie, qu'elle dirigera jusqu'à sa fermeture en 1948[3].
- En 1943, elle est honorée de plusieurs prix : prix Staline, ordre de l'Étoile rouge et ordre du Drapeau rouge du Travail[4].
- En 1944, elle est la première femme élue membre à part entière de l'Académie des sciences médicales d'URSS[3].

### L’affaire de la streptomycine
En 1946, des parents d'une fillette atteinte de méningite tuberculose approchent Lina Stern. Aux Etats-Unis, un antibiotique efficace la streptomycine est développé mais fait partie  des produits « stratégiques » et ne peut être exporté qu'avec l'aval du congrès américain. Lina Stern arrive à en obtenir via son frère habitant aux États-Unis. L'enfant guérit et le traitement reçoit un écho considérable même si des confrères décrient la méthode notamment le mode d'injection  directement dans le cerveau.
Grâce à un approvisionnement de la streptomycine obtenu illégalement par son frère, elle est la seule à avoir accès à l'antibiotique en Union Soviétique. Elle éconduit la fille de Staline Svetlana Allilouïeva qui l'approche pour un enfant de ses proches en lui argumentant que la streptomycine n'est utilisée qu'à des fins de recherche.

### Disgrâce au début de la Guerre froide
À partir de 1947, différents événements vont contribuer à la chute de Lina Stern, à commencer par une campagne de dénigrement visant à saper sa crédibilité scientifique.
- En été 1947, une attaque est lancée, par voie de presse, sur ses travaux sur la barrière hémato-encéphalique. L'auteur en est Bernshtein, le président du Département de Biochimie de l'Institut médical Ivanovo[3].
- En janvier 1948, Solomon Mikhoels, président du Comité antifasciste juif, un Comité composé d'intellectuels juifs dont Lina Stern était membre, est assassiné. Pourtant, ce Comité, créé pendant la guerre, était alors soutenu par le régime, qui y voyait un moyen d'encourager les juifs du monde à soutenir son effort de guerre contre l'Allemagne. Mais le vent tourne après la guerre[3].
- En mai 1948, l'Institut de physiologie dirigé par Lina Stern est fermé, ainsi que l'Institut de recherche sur le cerveau Bekhterev à Léningrad. Ils sont remplacés par l'Académie des Sciences médicales et l'Institut de physiologie du système nerveux central dirigé par KM Bykov[3].
- En automne 1948, la Société des physiologistes de Moscou accuse Stern d'être « anti-pavlovienne »[3].
- En 1949, on l'accuse d'appartenir à une organisation de sionistes, le Comité antifasciste juif, qui complotent contre le régime et préparent des actes terroristes. Tous les membres du Comité sont alors arrêtés par le MGB (ancêtre du KGB), y compris Lina Stern[4].

En 1952, après trois ans et demi d'instruction, les 15 membres du Comité antifasciste juif arrêtés en 1949 sont jugés en secret et 14 d'entre eux (l'un d'eux est mort de maladie en prison) sont condamnés à mort et fusillés le 12 août 1952, à l'exception de Stern condamnée à un exil de 5 ans à Djambul (actuellement Taraz). 

### Libération - Réhabilitation et fin de vie
En septembre 1953, après la mort de Staline, elle est autorisée à revenir à Moscou où elle est convoquée au ministère des Affaires intérieures pour apprendre sa réintégration comme membre à part entière de l'Académie des sciences d'URSS à partir du 1er avril 1953. Mais elle ne bénéficiera d'une réhabilitation officielle qu'en 1958, à l'âge de 80 ans. Elle dirigera le Laboratoire de physiologie de l'Institut de biophysique de l'Académie des Sciences de 1954 à 1968. Elle décède le 7 mars 1968, après une carrière au cours de laquelle elle a publié plus de 250 articles scientifiques.

## Hommages
En 2016, les hôpitaux universitaires de Genève baptisent un bâtiment à son nom.